# العلاقات السعودية الجيبوتية
العلاقات السعودية الجيبوتية هي العلاقات الثنائية التي تجمع بين السعودية وجيبوتي. للمملكة تمثيلاً دبلوماسياً في جمهورية جيبوتي من خلال سفارتها في العاصمة جيبوتي، بالمقابل هناك سفارة لجمهورية جيبوتي في الرياض وقنصلية عامة في مدينة جدة، ويشترك البلدان عبر اللجنة السعودية الجيبوتية التي يرأسها من الجانب السعودي وزارة النقل.

## مقارنة بين البلدين
هذه مقارنة عامة ومرجعية للدولتين:
| وجه المقارنة                                              | السعودية        | جيبوتي                    |
| --------------------------------------------------------- | --------------- | ------------------------- |
| المساحة (كم2)                                             | 2.25 مليون      | 23.20 ألف                 |
| عدد السكان (نسمة)                                         | 33.00 مليون     | 956.99 ألف                |
| الكثافة السكانية (ن./كم²)                                 | 14.67           | 41.25                     |
| العاصمة                                                   | الرياض، الدرعية | جيبوتي                    |
| اللغة الرسمية                                             | اللغة العربية   | لغة فرنسية، اللغة العربية |
| العملة                                                    | ريال سعودي      | فرنك جيبوتي               |
| الناتج المحلي الإجمالي (بليون دولار)                      | 683.83 مليار    | 1.84 مليار                |
| الناتج المحلي الإجمالي (تعادل القوة الشرائية) بليون دولار | 1.69 تريليون    | 3.10 مليار                |
| الناتج المحلي الإجمالي الاسمي للفرد دولار أمريكي          | 20.48 ألف       | 1.95 ألف                  |
| الناتج المحلي الإجمالي للفرد دولار أمريكي                 | 52.01 ألف       | 3.27 ألف                  |
| مؤشر التنمية البشرية                                      | 0.837           | 0.470                     |
| رمز المكالمات الدولي                                      | +966            | +253                      |
| رمز الإنترنت                                              | .sa             | .dj                       |
| المنطقة الزمنية                                           | ت ع م+03:00     | ت ع م+03:00               |

## العلاقات الاقتصادية بين الدولتين
اقتصادياً قُدر حجم التبادل التجاري الذي جمع بين البلدين في 2016م  بحوالي 2,701 مليون ريال سعودي حيث بلغت قيمة الصادرات نحو 2,593 مليون ريال سعودي ومن أبرز السلع المصدرة لذات العام: منتجات معدنية، لدائن ومصنوعاتها، أسمدة، ألبان وبيض ومنتجات حيوانية للأكل، محضرات فواكة وخضار. بينما بلغت قيمة والواردات 108 مليون ريال سعودي وأبرز السلع المستوردة من جيبوتي للمملكة هي : حيوانات حية، خشب ومصنوعاته؛ فحم خشبي، أجهزة ومعدات كهربائية وأجزاؤها، قاطرات للسكك الحديدية، شعير ومنتجات مطاحن.

## مدن متوأمة
في ما يلي قائمة باتفاقيات التوأمة بين مدن سعودية وجيبوتية:
- ترتبط جيزان مع جيبوتي باتفاقية توأمة.

## منظمات دولية مشتركة
يشترك البلدان في عضوية مجموعة من المنظمات الدولية، منها:
| علم المنظمة | اسم المنظمة                                 | تاريخ انضمام السعودية | تاريخ انضمام جيبوتي |
| ----------- | ------------------------------------------- | --------------------- | ------------------- |
|             | البنك الدولي للإنشاء والتعمير               | 26 أغسطس 1957         | 1 أكتوبر 1980       |
|             | الأمم المتحدة                               | 24 أكتوبر 1945        | 20 سبتمبر 1977      |
|             | مؤسسة التمويل الدولية                       | 18 سبتمبر 1962        | 1 أكتوبر 1980       |
|             | منظمة التعاون الإسلامي                      | 25 سبتمبر 1969        | ?                   |
|             | الاتحاد البريدي العالمي                     | ?                     | ?                   |
|             | منظمة الشرطة الجنائية الدولية               | 13 يونيو 1956         | ?                   |
|             | صندوق النقد العربي                          | 27 أبريل 1976         | ?                   |
|             | البنك الإفريقي للتنمية                      | 4 أغسطس 1963          | ?                   |
|             | جامعة الدول العربية                         | 22 مارس 1945          | 4 سبتمبر 1977       |
|             | يونسكو                                      | 4 نوفمبر 1946         | 31 أغسطس 1989       |
|             | منظمة حظر الأسلحة الكيميائية                | ?                     | ?                   |
|             | وكالة ضمان الاستثمار متعدد الأطراف          | 12 أبريل 1988         | 12 يناير 2007       |
|             | الصندوق العربي للإنماء الاقتصادي والاجتماعي | 16 مايو 1968          | ?                   |
|             | مؤسسة التنمية الدولية                       | 30 ديسمبر 1960        | 1 أكتوبر 1980       |
|             | منظمة التجارة العالمية                      | 11 نوفمبر 2005        | ?                   |
|             | الاتحاد الدولي للاتصالات                    | 7 فبراير 1949         | 22 نوفمبر 1977      |

## وصلات خارجية
- موقع وزارة الخارجية السعودية